# Mugaritz
Mugaritz è un ristorante situato a Errenteria, nella provincia basca di Gipuzkoa in Spagna, che ha aperto nel marzo 1998 sotto la direzione dello chef Andoni Luis Aduriz. Dal 2006 è considerato uno dei migliori al mondo secondo il periodico Restaurant e nel 2011 gli è stato attribuito il terzo posto nella classifica The World's 50 Best Restaurants.

## Storia
Il ristorante è stato riconosciuto dalla stampa come "il più importante fenomeno gastronomico sul mondo degli ultimi tempi. " Sia Mugaritz che Andoni Luis Aduriz sono frequentemente nominati nelle pagine di giornali come Omnivore, Le Figaro, Brutus, Time o The Observer .

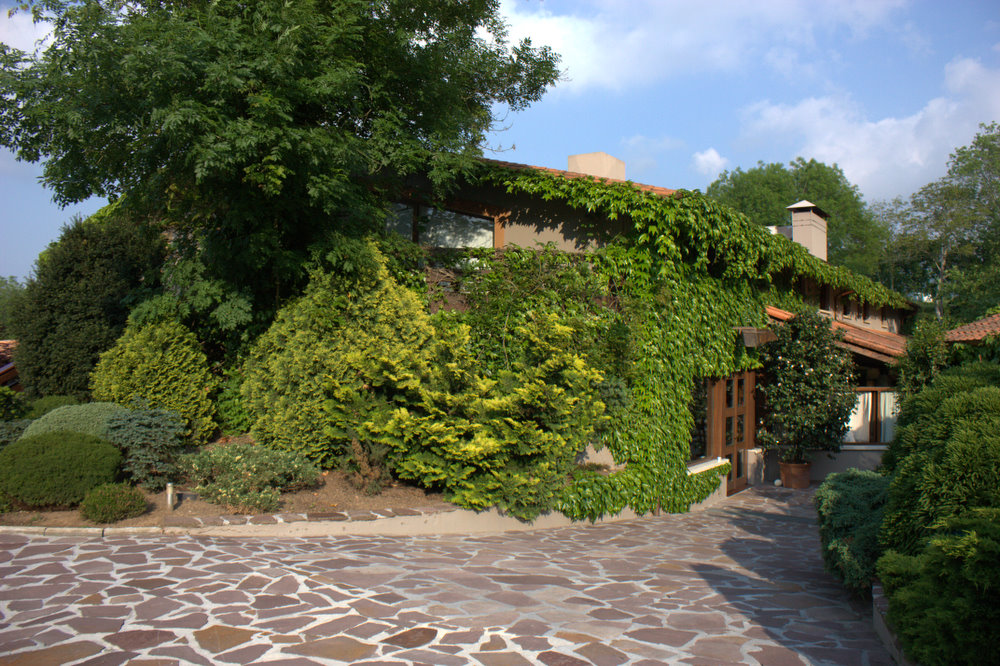
Ristorante Mugaritz

Mugaritz ottenne la sua prima stella Michelin nel 2000 e la seconda nel 2005. Il ristorante ha anche il punteggio più alto dalla Guida Repsol e ha ricevuto numerosi premi per la sua attività innovativa e creativa nella gastronomia.
La mattina del 15 febbraio 2010 un corto circuito causò un grave incendio nella cucina di Mugaritz e per questo motivo il ristorante rimase chiuso per quattro mesi.